# غوستاف شيفر
غوستاف شيفر (بالألمانية: Gustav Schäfer)‏ هو مجدف ألماني، ولد في 22 سبتمبر 1906 في يوهانغيورغنشتات في ألمانيا، وتوفي في 12 ديسمبر 1991 في ميونخ في ألمانيا.

## وصلات خارجية
- غوستاف شيفر على موقع الاتحاد الدولي للتجديف (الإنجليزية)
- غوستاف شيفر على موقع اللجنة الأولمبية الدولية (الإنجليزية)
- غوستاف شيفر على موقع أوليمبيديا (الإنجليزية)